# Hagwilget
Hagwilget /="well-dressed"/ (Tsitsk), selo (zove se i Awillgate) i banda Babine Indijanaca, uže grupe Hwotsotenne, s Bulkley Rivera, tri milje jugoistočno od Hazeltona u Britanskoj Kolumbiji, Kanada. Danas žive na 2 rezervata Bulkley 1 i Hagwilget 1. Populacija iznosi 689 (2006). Isto i Hagwilget Village.

## Lietratura
- Frederick Webb Hodge, Handbook of American Indians North of Mexico

## Vanjske poveznice
- Hagwilget Village[neaktivna poveznica]